# Where the Pelican Builds
Where the Pelican Builds – wiersz brytyjsko-australijskiej poetki Mary Hannay Foott (1846–1918), uważany za jej najpopularniejszy utwór i często przedrukowywany w antologiach. Użyte w tytule i refrenie sformułowanie oznacza miejsce odległe, nieznane i niedostępne, a nawet nieistniejące, będące przedmiotem tęsknoty. Utwór powstał w 1881 i został ogłoszony w tomiku Where The Pelican Builds and Other Poems, wydanym w Brisbane w 1885. Utwór składa się z trzech strof ośmiowersowych.

The creek at the ford was but fetlock deep
When we watched them crossing there ;
The rains have replenished it thrice since then
And thrice has the rock lain bare.
But the waters of Hope have flowed and fled,
And never from blue hill's breast
Come back — by the sun and the sands devoured —
Where the pelican builds her nest!